# Кетчикан-Гейтуэй
Кетчикан-Гейтуэй (англ. Ketchikan Gateway Borough) — боро в штате Аляска, США. Население, по данным переписи 2010 года, составляет 13 477 человек. Административный центр — Кетчикан.

## География
Площадь боро — 17 234 км², из которых 12 582 км² занимает суша и 4649 км² занимают открытые водные пространства. Ранее в состав боро входил только остров Ревильяхихедо, однако 19 мая 2008 года к боро Кетчикан-Гейтуэй была присоединена значительная часть бывшей зоны переписи населения Принс-оф-Уэльс — Аутер-Кетчикан. Таким образом, площадь боро существенно увеличилась.
Граничит с зоной переписи населения Принс-оф-Уэльс — Хайдер (на юго-западе и востоке), с боро Врангель (на северо-западе) и с канадской провинцией Британская Колумбия (на востоке и юге).
На территории боро расположены национальный лес Тонгасс (частично) и национальный монумент Туманные фьорды.

## Население
По данным переписи 2010 года, население боро составляет 13 477 человек. Плотность населения равняется 1,1 чел/км². Расовый состав боро включает 68,7 % белых; 0,7 % чёрных, или афроамериканцев; 14,3 % коренных американцев; 7,1 % азиатов; 0,2 % выходцев с тихоокеанских островов; 0,7 % представителей других рас и 8,3 % представителей двух и более рас. 4,3 % из всех рас — латиноамериканцы. 3,31 % населения говорят дома на тагальском и 1,65 % — на испанском.
Средний доход на домохозяйство составляет $61 695, а средний доход на семью — $45 417. Средний доход на душу населения — $29 520.
По данным на 2000 год, из 5399 домохозяйств 36,8 % имеют детей в возрасте до 18 лет, 51,5 % являются супружескими парами, проживающими вместе, 11,3 % являются женщинами, проживающими без мужей, а 32,7 % не имеют семьи. 26,1 % всех домохозяйств состоят из отдельно проживающих лиц, в 6,2 % домохозяйств проживают одинокие люди в возрасте 65 лет и старше. Средний размер домохозяйства составил 2,56, а средний размер семьи — 3,10.
Возрастная структура населения была следующей: 28,2 % — в возрасте до 18 лет; 7,5 % — от 18 до 24 лет; 31,4 % — от 25 до 44 лет; 25,1 % — от 45 до 64 лет и 7,9 % — в возрасте 65 лет и старше. Средний возраст населения — 36 лет. На каждые 100 женщин приходится 104,5 мужчин. На каждые 100 женщин в возрасте 18 лет и старше приходится 105,3 мужчин.

### Города
- Кетчикан
- Саксман

### Статистически обособленные местности
- Лоринг[англ.]